# Fred Ramdat Misier
Lachmipersad Frederik „Fred” Ramdat Misier (ur. 28 października 1926 w Paramaribo, zm. 25 lipca 2004 tamże) – surinamski polityk, trzeci prezydent Surinamu, pełnił urząd w latach 1982–1988. 

## Wczesne życie
Misier urodził się 28 października 1926 r. w Paramaribo w Surinamie. Jego rodzicami byli Rampargas Ramdat Misier i Ramkali Durgadulare. 

## Kariera polityczna
Przed objęciem stanowiska prezydenta, Ramdat Misier pracował jako nauczyciel, prawnik i prezes Trybunału Sprawiedliwości. Dyktator Dési Bouterse mianował Ramdata Misiera trzecim prezydentem Surinamu w dniu 8 lutego 1982 r. Jako prezydent, Misier nadzorował wybory demokratyczne w listopadzie 1987 r., w których wybrano Ramsewaka Shankara na prezydenta. Ramdat Misier został zastąpiony przez Shankara w lutym 1988 roku. 

## Śmierć
Ramdat Misier zmarł 25 lipca 2004 r. w wieku 77 lat. Jego śmierć miała miejsce w stolicy kraju, Paramaribo. Były prezydent Jules Wijdenbosch  skomentował karierę polityczną Ramdata Misiera, mówiąc: „Odegrał on istotną rolę w narodzinach nowego, demokratycznego Surinamu. Przyniósł bezprecedensowe zmiany dla kraju”. Przeżyła go jego małżonka, Hilda Doergadei Dewanchand. Kremacja Misiera odbyła się w dniu 30 lipca i wzięło w niej udział wielu dygnitarzy, w tym Wijdenbosch i były prezydent Ronald Venetiaan. 